# Liste der Wasserfälle im Yellowstone-Nationalpark

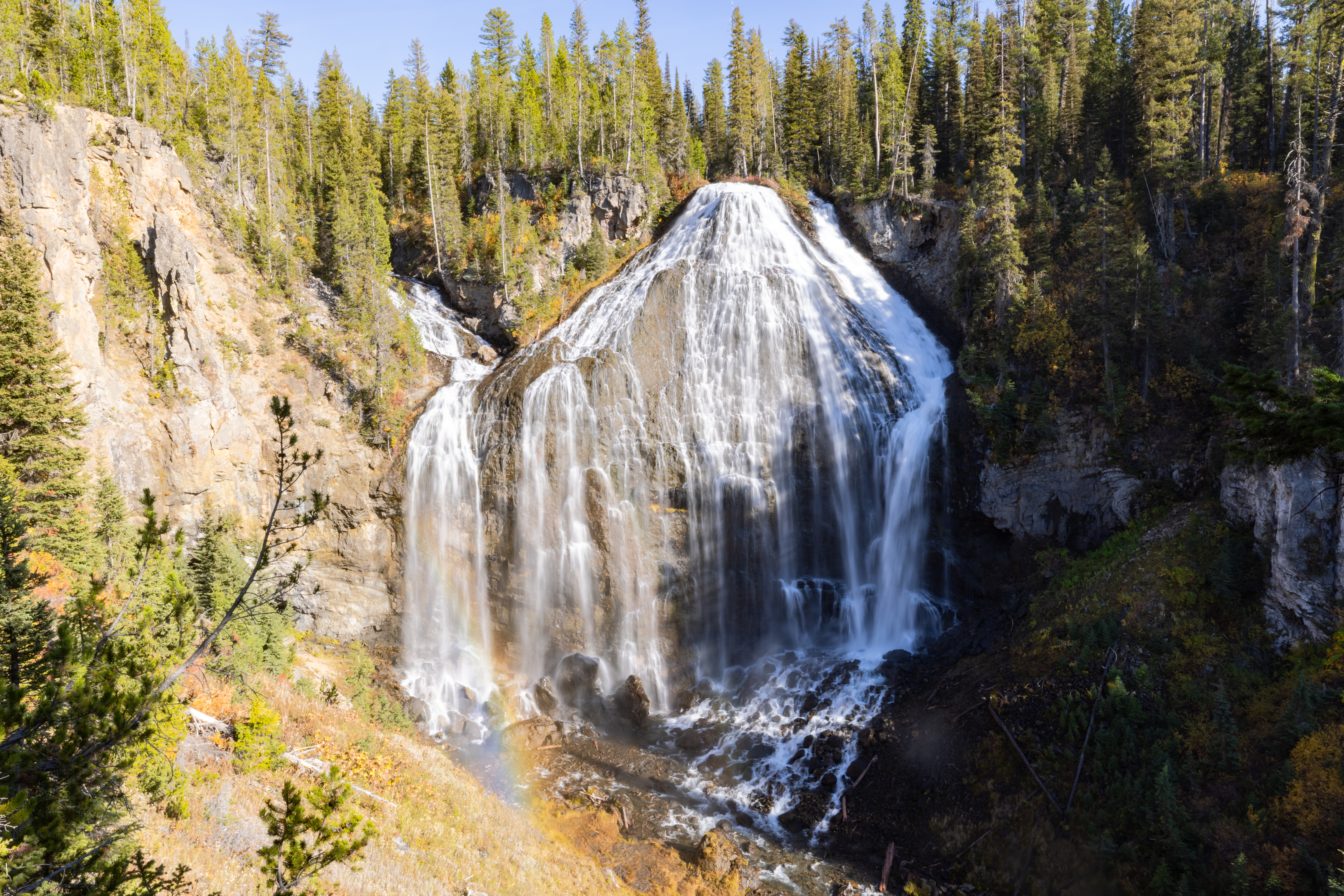
Union Falls

Die sortierbare Liste von Wasserfällen im Yellowstone-Nationalpark führt namentlich bekannte Wasserfälle im Weltnaturerbe Yellowstone in den US-Bundesstaaten Wyoming, Montana und Idaho mit einer Höhe von mindestens 5 m. Sie erhebt keinen Anspruch auf Vollständigkeit.
Zu den bekanntesten Wasserfällen des Yellowstone-Nationalparks gehören die Lower Falls und die Upper Falls im Grand Canyon of the Yellowstone sowie der Tower Fall bei der Einmündung des Tower Creek in den Yellowstone River. Insgesamt befinden sich mehr als 290 bekannte Wasserfälle im Nationalpark, ein Großteil davon in den Einzugsgebieten von Bechler River und Fall River im abgelegenen Südwesten des Parks, der auch als Cascade Corner bekannt ist.
Der höchste Wasserfall im Yellowstone-Nationalpark ist die Silver Cord Cascade im Grand Canyon of the Yellowstone mit einer Höhe von rund 180 m. Diese Höhe wird allerdings über mehrere Stufen erreicht. Die Lower Falls des Yellowstone River sind mit einer Höhe von 94 m der höchste freifallende Wasserfall im Park und sind damit fast doppelt so hoch wie die Niagarafälle.
| Bild | Name                     | Fall- höhe | Fallender Wasserlauf                    | County | Staat   | Lage                             | Mündungsgewässer |
| ---- | ------------------------ | ---------- | --------------------------------------- | ------ | ------- | -------------------------------- | --- |
|      | Albright Falls           | 30 m       | Zufluss des Bechler Rivers              | Teton  | Wyoming | 44.277777777778 -110.90361111111 | namenloser Bach → Bechler River → Fall River → Henrys Fork → Snake River                                                                    |
|      | Alfheim Falls            | 9 m        | Zufluss des Glade Creeks                | Park   | Wyoming | 44.769444444444 -110.40416666667 | namenloser Bach → Glade Creek → Yellowstone River → Missouri River                                                                          |
|      | Amazon Falls             | 18 m       | Zufluss des Broad Creeks                | Park   | Wyoming | 44.784444444444 -110.33972222222 | namenloser Bach → Broad Creek → Yellowstone River → Missouri River                                                                          |
|      | Angled Falls             | 6 m        | Magpie Creek                            | Teton  | Wyoming | 44.66081 -110.685                | Magpie Creek → Nez Perce Creek → Firehole River → Madison River → Missouri River                                                            |
|      | Anniversary Falls        | 67 m       | Zufluss des Yellowstone Rivers          | Park   | Wyoming | 44.951111111111 -110.41055555556 | namenloser Bach → Yellowstone River → Missouri River                                                                                        |
|      | Apron Falls              | 12 m       | Zufluss des Yellowstone Rivers          | Park   | Wyoming | 44.968055555556 -110.47583333333 | namenloser Bach → Yellowstone River → Missouri River                                                                                        |
|      | Bear Feeding Falls       | 8 m        | Zufluss des Otter Creeks                | Park   | Wyoming | 44.696388888889 -110.51472222222 | namenloser Bach → Otter Creek → Yellowstone River → Missouri River                                                                          |
|      | Bechler Falls            | 5 m        | Bechler River                           | Teton  | Wyoming | 44.149166666667 -111.01          | Bechler River → Fall River → Henrys Fork → Snake River                                                                                      |
|      | Birdseye Falls           | 30 m       | Zufluss des Boundary Creeks             | Teton  | Wyoming | 44.418333333333 -111.01638888889 | namenloser Bach → Boundary Creek → Bechler River → Fall River → Henrys Fork → Snake River                                                   |
|      | Boulder Falls            | 8 m        | Tower Creek                             | Park   | Wyoming | 44.894166666667 -110.3875        | Tower Creek → Yellowstone River → Missouri River                                                                                            |
|      | Brimstone Cascades       | 30 m       | Zufluss des Sulphur Creeks              | Park   | Wyoming | 44.758055555556 -110.42361111111 | namenloser Bach → Sulphur Creek → Yellowstone River → Missouri River                                                                        |
|      | Cascades of the Firehole | 5 m        | Firehole River                          | Teton  | Wyoming | 44.61602 -110.8549               | Firehole River → Madison River → Missouri River                                                                                             |
|      | Castle Ruins Falls       | 9 m        | Zufluss des Yellowstone Rivers          | Park   | Wyoming | 44.7275 -110.46916666667         | namenloser Bach → Yellowstone River → Missouri River                                                                                        |
|      | Cave Falls               | 6 m        | Fall River                              | Teton  | Wyoming | 44.144722222222 -110.99722222222 | Fall River → Henrys Fork → Snake River |
|      | Chasm Falls              | 5 m        | Ouzel Creek                             | Teton  | Wyoming | 44.271666666667 -110.96388888889 | Ouzel Creek → Bechler River → Fall River → Henrys Fork → Snake River                                                                        |
|      | Citadel of Asgard Falls  | 46 m       | Mystery Creek                           | Park   | Wyoming | 44.769444444444 -110.40444444444 | Mystery Creek → Yellowstone River → Missouri River                                                                                          |
|      | Crecelius Cascade        | 23 m       | Zufluss des Clear Creeks                | Park   | Wyoming | 44.468333333333 -110.13916666667 | namenloser Bach → Clear Creek → Yellowstone Lake → Yellowstone River → Missouri River                                                       |
|      | Crystal Falls            | 39 m       | Cascade Creek                           | Park   | Wyoming | 44.716666666667 -110.50138888889 | Cascade Creek → Yellowstone River → Missouri River                                                                                          |
|      | Double Grotto Falls      | 14 m       | Otter Creek                             | Park   | Wyoming | 44.687777777778 -110.55166666667 | Otter Creek → Yellowstone River → Missouri River                                                                                            |
|      | Duet Falls               | 9 m        | Zufluss des Gibbon Rivers               | Park   | Wyoming | 44.69292 -110.61976              | namenloser Bach → Gibbon River → Madison River → Missouri River                                                                             |
|      | Dunanda Falls            | 30 m       | Boundary Creek                          | Teton  | Wyoming | 44.247777777778 -111.02416666667 | Boundary Creek → Bechler River → Fall River → Henrys Fork → Snake River                                                                     |
|      | Elysian Falls            | 15 m       | Magpie Creek                            | Teton  | Wyoming | 44.66045 -110.68591              | Magpie Creek → Nez Perce Creek → Firehole River → Madison River → Missouri River                                                            |
|      | Emerald Pool Falls       | 5 m        | Ouzel Creek                             | Teton  | Wyoming | 44.273611111111 -110.96333333333 | Ouzel Creek → Bechler River → Fall River → Henrys Fork → Snake River                                                                        |
|      | Enchantress Falls        | 27 m       | Beauty Creek                            | Park   | Wyoming | 44.991666666667 -110.01805555556 | Beauty Creek → Soda Butte Creek → Lamar River → Yellowstone River → Missouri River                                                          |
|      | Endless Cascades         | 18 m       | Zufluss des Gibbon Rivers               | Park   | Wyoming | 44.71154 -110.65207              | namenloser Bach → Gibbon River → Madison River → Missouri River                                                                             |
|      | Enduring Falls           | 5 m        | Buffalo Creek                           | Park   | Wyoming | 44.969722222222 -110.30972222222 | Buffalo Creek → Slough Creek → Lamar River → Yellowstone River → Missouri River                                                             |
|      | Fairies Fall             | 10 m       | Amethyst Creek                          | Park   | Wyoming | 44.891666666667 -110.24833333333 | Amethyst Creek → Lamar River → Yellowstone River → Missouri River                                                                           |
|      | Fairy Falls              | 60 m       | Fairy Creek                             | Teton  | Wyoming | 44.524444444444 -110.87111111111 | Fairy Creek → Firehole River → Madison River → Missouri River                                                                               |
|      | Fairyslipper Falls       | 6 m        | Fairy Creek                             | Teton  | Wyoming | 44.52174 -110.87387              | Fairy Creek → Firehole River → Madison River → Missouri River                                                                               |
|      | Falls of the Elves       | 5 m        | South Fork Glade Creek                  | Park   | Wyoming | 44.768333333333 -110.40416666667 | South Fork Glade Creek → Glade Creek → Yellowstone River → Missouri River                                                                   |
|      | Fern Cascades            | 15 m       | Iron Spring Creek                       | Teton  | Wyoming | 44.446111111111 -110.84416666667 | Iron Spring Creek → Little Firehole River → Firehole River → Madison River → Missouri River                                                 |
|      | Firehole Falls           | 12 m       | Firehole River                          | Teton  | Wyoming | 44.630833333333 -110.86444444444 | Firehole River → Madison River → Missouri River                                                                                             |
|      | Fraternal Falls          | 18 m       | Beauty Creek                            | Park   | Wyoming | 44.986944444444 -110.01472222222 | Beauty Creek → Soda Butte Creek → Lamar River → Yellowstone River → Missouri River                                                          |
|      | Freya´s Fall             | 12 m       | Glade Creek                             | Park   | Wyoming | 44.7675 -110.39888888889         | Glade Creek → Yellowstone River → Missouri River                                                                                            |
|      | Gates of Valhalla Falls  | 30 m       | South Fork Glade Creek                  | Park   | Wyoming | 44.768611111111 -110.40694444444 | South Fork Glade Creek → Glade Creek → Yellowstone River → Missouri River                                                                   |
|      | Gibbon Falls             | 26 m       | Gibbon River                            | Teton  | Wyoming | 44.654444444444 -110.77083333333 | Gibbon River → Madison River → Missouri River                                                                                               |
|      | Gibbon River Rapids      | 6 m        | Gibbon River                            | Park   | Wyoming | 44.71162 -110.73838              | Gibbon River → Madison River → Missouri River                                                                                               |
|      | Gilded Falls             | 23 m       | Zufluss des Gallatin Rivers             | Park   | Wyoming | 44.919444444444 -110.9325        | namenloser Bach → Gallatin River → Missouri River                                                                                           |
|      | Golden Fleece Falls      | 30 m       | Shallow Creek                           | Park   | Wyoming | 44.780555555556 -110.32222222222 | Shallow Creek → Broad Creek → Yellowstone River → Missouri River                                                                            |
|      | Guardian Falls           | 8 m        | Broad Creek                             | Park   | Wyoming | 44.751388888889 -110.32055555556 | Broad Creek → Yellowstone River → Missouri River                                                                                            |
|      | Gwinna Falls             | 5 m        | Ferris Fork                             | Teton  | Wyoming | 44.281944444444 -110.88027777778 | Ferris Fork → Bechler River → Fall River → Henrys Fork → Snake River                                                                        |
|      | Halfway Falls            | 6 m        | Broad Creek                             | Park   | Wyoming | 44.773333333333 -110.32416666667 | Broad Creek → Yellowstone River → Missouri River                                                                                            |
|      | Hidden Falls             | 6 m        | Blacktail Deer Creek                    | Park   | Wyoming | 44.716111111111 -110.61527777778 | Blacktail Deer Creek → Yellowstone River → Missouri River                                                                                   |
|      | Hourglass Falls          | 27 m       | Phillips Fork                           | Teton  | Wyoming | 44.305 -110.88138888889          | Phillips Fork → Bechler River → Fall River → Henrys Fork → Snake River                                                                      |
|      | Hundred Step Cascade     | 15 m       | Zufluss des Firehole Rivers             | Teton  | Wyoming | 44.41602 -110.78463              | namenloser Bach → Firehole River → Madison River → Missouri River                                                                           |
|      | Ice Box Falls            | 5 m        | Soda Butte Creek                        | Park   | Wyoming | 44.927777777778 -110.08694444444 | Soda Butte Creek → Lamar River → Yellowstone River → Missouri River                                                                         |
|      | Impasse Falls            | 8 m        | Broad Creek                             | Park   | Wyoming | 44.78 -110.32722222222           | Broad Creek → Yellowstone River → Missouri River                                                                                            |
|      | Instant Falls            | 8 m        | Zufluss des Lamar Rivers                | Park   | Wyoming | 44.805555555556 -110.135         | namenloser Bach → Lamar River → Yellowstone River → Missouri River                                                                          |
|      | Iris Falls               | 14 m       | Bechler River                           | Teton  | Wyoming | 44.241666666667 -110.94361111111 | Bechler River → Fall River → Henrys Fork → Snake River                                                                                      |
|      | Jordan Falls             | 12 m       | Canyon Creek                            | Teton  | Wyoming | 44.64631 -110.74415              | Canyon Creek → Gibbon River → Madison River → Missouri River                                                                                |
|      | Kepler Cascades          | 20 m       | Firehole River                          | Teton  | Wyoming | 44.445833333333 -110.80722222222 | Firehole River → Madison River → Missouri River                                                                                             |
|      | Knowles Falls            | 5 m        | Yellowstone River                       | Park   | Montana | 45.0125 -110.595                 | Yellowstone River → Missouri River |
|      | Lewis Falls              | 9 m        | Lewis River                             | Teton  | Wyoming | 44.267222222222 -110.6375        | Lewis River → Snake River |
|      | Little Eden Falls        | 5 m        | Chalcedony Creek                        | Park   | Wyoming | 44.846388888889 -110.21027777778 | Chalcedony Creek → Lamar River → Yellowstone River → Missouri River                                                                         |
|      | Little Gibbon Falls      | 8 m        | Gibbon River                            | Park   | Wyoming | 44.716111111111 -110.61527777778 | Gibbon River → Madison River → Missouri River                                                                                               |
|      | Lost Creek Falls         | 12 m       | Lost Creek                              | Park   | Wyoming | 44.909444444444 -110.42055555556 | Lost Creek → Yellowstone River → Missouri River                                                                                             |
|      | Lost Lake Cascade        | 17 m       | Zufluss des Lost Creeks                 | Park   | Wyoming | 44.91137 -110.42422              | namenloser Bach → Lost Creek → Yellowstone River → Missouri River                                                                           |
|      | Lower Colonnade Falls    | 20 m       | Bechler River                           | Teton  | Wyoming | 44.238611111111 -110.94805555556 | Bechler River → Fall River → Henrys Fork → Snake River                                                                                      |
|      | Lower Lewis Canyon Falls | 15 m       | Lewis River                             | Teton  | Wyoming | 44.219444444444 -110.65416666667 | Lewis River → Snake River |
|      | Lower Undine Falls       | 11 m       | Lava Creek                              | Park   | Wyoming | 44.943888888889 -110.63861111111 | Lava Creek → Gardner River → Yellowstone River → Missouri River                                                                             |
|      | Lower Yellowstone Falls  | 94 m       | Yellowstone River                       | Park   | Wyoming | 44.718055555556 -110.49611111111 | Yellowstone River → Missouri River |
|      | Luxuriant Falls          | 6 m        | Zufluss des Yellowstone Rivers          | Park   | Wyoming | 44.968888888889 -110.47472222222 | namenloser Bach → Yellowstone River → Missouri River                                                                                        |
|      | Moose Falls              | 10 m       | Crawfish Creek                          | Teton  | Wyoming | 44.152222222222 -110.67222222222 | Crawfish Creek → Lewis River → Snake River                                                                                                  |
|      | Morning Falls            | 18 m       | Zufluss des Mountain Ash Creek          | Teton  | Wyoming | 44.210833333333 -110.87777777778 | namenloser Bach → Mountain Ash Creek → Fall River → Henrys Fork → Snake River                                                               |
|      | Moss Creek Cascades      | 61 m       | Moss Creek                              | Park   | Wyoming | 44.751666666667 -110.39222222222 | Moss Creek → Yellowstone River → Missouri River                                                                                             |
|      | Mossy Falls              | 5 m        | Zufluss des Soda Butte Creeks           | Park   | Wyoming | 44.900833333333 -110.1075        | namenloser Bach → Soda Butte Creek → Lamar River → Yellowstone River → Missouri River                                                       |
|      | Mystic Falls             | 21 m       | Little Firehole River                   | Teton  | Wyoming | 44.484166666667 -110.87388888889 | Little Firehole River → Firehole River → Madison River → Missouri River                                                                     |
|      | Odin Falls               | 40 m       | Glade Creek                             | Park   | Wyoming | 44.766944444444 -110.39861111111 | Glade Creek → Yellowstone River → Missouri River                                                                                            |
|      | Osprey Falls             | 55 m       | Gardner River                           | Park   | Wyoming | 44.928611111111 -110.68111111111 | Gardner River → Yellowstone River → Missouri River                                                                                          |
|      | Ouzel Falls              | 70 m       | Ouzel Creek                             | Teton  | Wyoming | 44.235 -110.97583333333          | Ouzel Creek → Bechler River → Fall River → Henrys Fork → Snake River                                                                        |
|      | Palisade Falls           | 15 m       | Burnt Creek                             | Park   | Wyoming | 44.8325 -110.34333333333         | Burnt Creek → Deep Creek → Yellowstone River → Missouri River                                                                               |
|      | Peterson Falls           | 12 m       | Agate Creek                             | Park   | Wyoming | 44.851111111111 -110.35833333333 | Agate Creek → Yellowstone River → Missouri River                                                                                            |
|      | Picnic Falls             | 5 m        | Zufluss des Gibbon Rivers               | Park   | Wyoming | 44.71481 -110.68213              | namenloser Bach → Gibbon River → Madison River → Missouri River                                                                             |
|      | Precipitous Falls        | 5 m        | Little Firehole River                   | Teton  | Wyoming | 44.48545 -110.9154               | Little Firehole River → Firehole River → Madison River → Missouri River                                                                     |
|      | Quiver Cascade           | 30 m       | Phillips Fork                           | Teton  | Wyoming | 44.305 -110.88138888889          | Phillips Fork → Bechler River → Fall River → Henrys Fork → Snake River                                                                      |
|      | Ragged Falls             | 14 m       | Ferris Fork                             | Teton  | Wyoming | 44.288055555556 -110.89          | Ferris Fork → Bechler River → Fall River → Henrys Fork → Snake River                                                                        |
|      | Rainbow Falls            | 17 m       | Fall River                              | Teton  | Wyoming | 44.141666666667 -110.88          | Fall River → Henrys Fork → Snake River |
|      | Realm of the Dead Falls  | 15 m       | Glade Creek                             | Park   | Wyoming | 44.759166666667 -110.39416666667 | Glade Creek → Yellowstone River → Missouri River                                                                                            |
|      | Recherche Falls          | 23 m       | Zufluss des Soda Butte Creeks           | Park   | Wyoming | 44.899166666667 -110.10305555556 | namenloser Bach → Soda Butte Creek → Lamar River → Yellowstone River → Missouri River                                                       |
|      | Red Rock Cascade         | 79 m       | Zufluss des Yellowstone Rivers          | Park   | Wyoming | 44.721388888889 -110.48694444444 | namenloser Bach → Yellowstone River → Missouri River                                                                                        |
|      | Rustic Falls             | 14 m       | Glen Creek                              | Park   | Wyoming | 44.934166666667 -110.72583333333 | Glen Creek → Gardner River → Yellowstone River → Missouri River                                                                             |
|      | Sentinel Falls           | 23 m       | Sentinel Creek                          | Teton  | Wyoming | 44.56018 -110.91134              | Sentinel Creek → Firehole River → Madison River → Missouri River                                                                            |
|      | Sidedoor Cascade         | 14 m       | Zufluss des West Fork Iron Spring Creek | Teton  | Wyoming | 44.44622 -110.85725              | namenloser Bach → West Fork Iron Spring Creek → Iron Spring Creek → Little Firehole River → Firehole River → Madison River → Missouri River |
|      | Silver Cord Cascade      | 180 m      | Surface Creek                           | Park   | Wyoming | 44.726111111111 -110.45166666667 | Surface Creek → Yellowstone River → Missouri River                                                                                          |
|      | Silver Scarf Falls       | 52 m       | East Fork Boundary Creek                | Teton  | Wyoming | 44.147222222222 -110.86416666667 | East Fork Boundary Creek → Boundary Creek → Bechler River → Fall River → Henrys Fork → Snake River                                          |
|      | Slippery Rock Cascade    | 8 m        | Zufluss des Gibbon Rivers               | Park   | Wyoming | 44.71218 -110.65317              | namenloser Bach → Gibbon River → Madison River → Missouri River                                                                             |
|      | Sojourner Falls          | 15 m       | Zufluss des Broad Creeks                | Park   | Wyoming | 44.785555555556 -110.34194444444 | namenloser Bach → Broad Creek → Yellowstone River → Missouri River                                                                          |
|      | Stone Hollow Falls       | 12 m       | Zufluss des Gallatin Rivers             | Park   | Wyoming | 44.918611111111 -110.93388888889 | namenloser Bach → Gallatin River → Missouri River                                                                                           |
|      | Sublimity Falls          | 5 m        | Zufluss des Gallatin Rivers             | Park   | Wyoming | 44.921944444444 -110.92833333333 | namenloser Bach → Gallatin River → Missouri River                                                                                           |
|      | Sundial Falls            | 5 m        | Herron Creek                            | Teton  | Wyoming | 44.45079 -110.71576              | Herron Creek → De Lacy Creek → Lewis River → Snake River                                                                                    |
|      | Sweetwater Falls         | 5 m        | Zufluss des Gibbon Rivers               | Park   | Wyoming | 44.70252 -110.66639              | namenloser Bach → Gibbon River → Madison River → Missouri River                                                                             |
|      | Swiftwater Cascade       | 12 m       | Zufluss des Soda Butte Creeks           | Park   | Wyoming | 44.899444444444 -110.10444444444 | namenloser Bach → Soda Butte Creek → Lamar River → Yellowstone River → Missouri River                                                       |
|      | Tempe Cascade            | 34 m       | Littles Fork                            | Teton  | Wyoming | 44.246944444444 -110.87055555556 | Littles Fork → Gregg Fork → Bechler River → Fall River → Henrys Fork → Snake River                                                          |
|      | Tempest Falls            | 46 m       | Zufluss des Soda Butte Creeks           | Park   | Wyoming | 44.920833333333 -110.13972222222 | namenloser Bach → Soda Butte Creek → Lamar River → Yellowstone River → Missouri River                                                       |
|      | Tendoy Falls             | 10 m       | Ferris Fork                             | Teton  | Wyoming | 44.147222222222 -110.86416666667 | Ferris Fork → Bechler River → Fall River → Henrys Fork → Snake River                                                                        |
|      | Terraced Falls           | 43 m       | Fall River                              | Teton  | Wyoming | 44.147222222222 -110.86416666667 | Fall River → Henrys Fork → Snake River |
|      | Tower Fall               | 40 m       | Tower Creek                             | Park   | Wyoming | 44.893611111111 -110.38722222222 | Tower Creek → Yellowstone River → Missouri River                                                                                            |
|      | Tukuarika Falls          | 8 m        | Gardner River                           | Park   | Wyoming | 44.895 -110.71944444444          | Gardner River → Yellowstone River → Missouri River                                                                                          |
|      | Twin Falls               | 50 m       | Zufluss des Yellowstone Rivers          | Park   | Wyoming | 44.750277777778 -110.40861111111 | namenloser Bach → Yellowstone River → Missouri River                                                                                        |
|      | Twister Falls            | 17 m       | Gregg Fork                              | Teton  | Wyoming | 44.297777777778 -110.87861111111 | Gregg Fork → Bechler River → Fall River → Henrys Fork → Snake River                                                                         |
|      | Two-Lane Cascade         | 18 m       | Zufluss des Soda Butte Creeks           | Park   | Wyoming | 44.899722222222 -110.10583333333 | namenloser Bach → Soda Butte Creek → Lamar River → Yellowstone River → Missouri River                                                       |
|      | Unfaithful Falls         | 30 m       | Zufluss des Little Firehole Rivers      | Teton  | Wyoming | 44.474466 -110.871361            | namenloser Bach → Little Firehole River → Firehole River → Madison River → Missouri River                                                   |
|      | Union Falls              | 76 m       | Mountain Ash Creek                      | Teton  | Wyoming | 44.192777777778 -110.87083333333 | Mountain Ash Creek → Fall River → Henrys Fork → Snake River                                                                                 |
|      | Upper Colonnade Falls    | 11 m       | Bechler River                           | Teton  | Wyoming | 44.238611111111 -110.94805555556 | Bechler River → Fall River → Henrys Fork → Snake River                                                                                      |
|      | Upper Fairy Falls        | 5 m        | Fairy Creek                             | Teton  | Wyoming | 44.52425 -110.87029              | Fairy Creek → Firehole River → Madison River → Missouri River                                                                               |
|      | Upper Lewis Canyon Falls | 24 m       | Lewis River                             | Teton  | Wyoming | 44.225555555556 -110.65361111111 | Lewis River → Snake River |
|      | Upper Undine Falls       | 18 m       | Lava Creek                              | Park   | Wyoming | 44.943888888889 -110.63861111111 | Lava Creek → Gardner River → Yellowstone River → Missouri River                                                                             |
|      | Upper Yellowstone Falls  | 33 m       | Yellowstone River                       | Park   | Wyoming | 44.712777777778 -110.49944444444 | Yellowstone River → Missouri River |
|      | Vest Falls               | 46 m       | Shallow Creek                           | Park   | Wyoming | 44.764444444444 -110.2775        | Shallow Creek → Broad Creek → Yellowstone River → Missouri River                                                                            |
|      | Virginia Cascade         | 18 m       | Gibbon River                            | Park   | Wyoming | 44.713055555556 -110.64611111111 | Gibbon River → Madison River → Missouri River                                                                                               |
|      | Wahhi Falls              | 14 m       | Ferris Fork                             | Teton  | Wyoming | 44.275277777778 -110.87777777778 | Ferris Fork → Bechler River → Fall River → Henrys Fork → Snake River                                                                        |
|      | Wild Rose Falls          | 21 m       | Unnamed Creek                           | Park   | Wyoming | 44.832222222222 -110.2025        | Unnamed Creek → Lamar River → Yellowstone River → Missouri River                                                                            |
|      | Wraith Falls             | 18 m       | Lupine Creek                            | Park   | Wyoming | 44.937222222222 -110.62361111111 | Lupine Creek → Lava Creek → Gardner River → Yellowstone River → Missouri River                                                              |
|      | Xanadu Falls             | 46 m       | Sulphur Creek                           | Park   | Wyoming | 44.760555555556 -110.42472222222 | Sulphur Creek → Yellowstone River → Missouri River                                                                                          |
|      | Y Falls                  | 96 m       | Zufluss des Soda Butte Creeks           | Park   | Wyoming | 44.9975 -110.07527777778         | namenloser Bach → Soda Butte Creek → Lamar River → Yellowstone River → Missouri River                                                       |
|      | Zephyr Falls             | 107 m      | Zufluss des Soda Butte Creeks           | Park   | Wyoming | 44.922222222222 -110.13916666667 | namenloser Bach → Soda Butte Creek → Lamar River → Yellowstone River → Missouri River                                                       |